# Szangvon
Szangvon (hangul: 상원군, Szangvon-kun, handzsa: 祥原郡, RR: Sangwŏn-kun, ’jószerencse-eredet’) megye Észak-Koreában, Észak-Hvanghe (Hwanghae) tartományban. Az őskőkorszak (paleolitikum) óta lakott terület. Kogurjo (Goguryeo) idején a Siktalhjon (식달현; 息達縣, Siktalhyŏn) nevet viselte. 1322-ben nyerte el mai nevét és ekkor emelték első ízben megyei rangra.

## Földrajza
Nyugatról Phenjan (P'yŏngyang) Szadong-kujok (Sadong-kuyŏk) városrésze, Csunghva (Chunghwa) és az Észak-Hvanghe (Hwanghae) tatománybeli Hvangdzsu (Hwangju), délről Jonthan (Yŏnt'an), keletről Jonszan (Yŏnsan), északról a Nam folyó, és annak túlpartján Szungho (Sŭngho) és Kangdong határolja.
Legmagasabb pontja a 873 méter magas Tecshongszan (대청산; 大靑山, Taech'ŏngsan).

## Közigazgatása
1 községből (up (ŭp)), 21 faluból (ri (ri)) és 1 munkásnegyedből (rodongdzsagu (rodongjagu)) áll:
| - Szangvon-up (상원읍; 祥原邑, Sangwŏn-ŭp) - Mjongdang-rodongdzsagu (명당로동자구; 明堂勞動者區, Myŏngdang-rodongjagu) - Küil-ri (귀일리; 貴逸里, Kwiil-ri) - Kumszong-ri (금성리; 金城里, Kŭmsŏng-ri) - Tedong-ri (대동리; 大洞里, Taedong-ri) - Tecshon-ri (대천리; 大泉里, Taech'ŏn-ri) - Tehung-ri (대흥리; 大興里, Taehŭng-ri) - Rjongcshon-ri (령천리; 靈泉里, Ryŏngch'ŏn-ri) - Rodong-ri (로동리; 蘆洞里, Rodong-ri) - Rjonggok-ri (룡곡리; 龍谷里, Ryonggok-ri) - Rungszong-ri (릉성리; 綾盛里, Rŭngsŏng-ri) - Pondong-ri (번동리; 繁洞里, Pŏndong-ri) | - Szagi-ri (사기리; 沙器里, Sagi-ri) - Szuszan-ri (수산리; 水山里, Susan-ri) - Sikszong-ri (식송리; 植松里, Siksong-ri) - Sinvon-ri (신원리; 新院里, Sinwŏn-ri) - Sinha-ri (신하리; 新霞里, Sinha-ri) - Ungu-ri (은구리; 銀口里, Ŭn'gu-ri) - Csang-ri (장리; 場里, Chang-ri) - Csanghang-ri (장항리; 獐項里, Changhang-ri) - Csonszan-ri (전산리; 錢山里, Chŏnsan-ri) - Csung-ri (중리; 中里, Chung-ri) - Hugu-ri (흑우리; 黑隅里, Hŭgu-ri) |

## Gazdaság
Szangvon (Sangwŏn) megye gazdasága cementgyártásra, gyógyszeriparra és papírgyártásra épül.

## Oktatás
Szangvon (Sangwŏn) megye ismeretlen számú középiskolának ad otthont.

## Egészségügy
A megye számos egészségügyi intézménnyel rendelkezik, köztük 1 megyei és több tucat helyi kórházzal.

## Közlekedés
A megye közutakon a szomszédos helységek felől közelíthető meg. A megye vasúti kapcsolatokkal nem rendelkezik.